# Dryadomorpha anacryon
Dryadomorpha anacryon är en insektsart som beskrevs av Rauno E. Linnavuori 1978. Dryadomorpha anacryon ingår i släktet Dryadomorpha och familjen dvärgstritar. Inga underarter finns listade i Catalogue of Life.